# Conchita Bautista
Conchita Bautista (Sevilha, 27 de outubro de 1936) é uma cantora e atriz espanhola, conhecida internacionalmente por ter representado a Espanha por duas vezes no Festival Eurovisão da Canção, em 1961 e em 1965.
Bautista partiu da sua nativa Andaluzia para  Madrid ainda jovem e rapidamente começou a construir uma carreira de atriz, surgindo em numerosos filmes durante os anos 1950. Durante esse período, ela ganhou reputação como intérprete de música andaluz, nomeadamente o flamenco, tendo ganho um contrato com a gravadora/editora/etiqueta Columbia Records.
Em 1961, fez a sua estreia/debut espanhola na Eurovisão com a canção  "Estando contigo" ("Estando contigo"), que terminou em nono lugar no Festival Eurovisão da Canção 1961 que teve lugar em Cannes, França a 18 de março de 1961.  "Estando contigo" foi a primeira canção a ser interpretada entre 16 na noite do festival.
Em 1965, Bautista  ganhou novamente o direito de representar a Espanha no Festival Eurovisão da Canção 1965 realizado em Nápoles, em 20 de março desse ano com a canção "¡Qué bueno, qué bueno!" ("Que bom! Que bom!").  "Qué bueno, qué bueno" foi uma das quatro canções juntamente com Alemanha, Bélgica e Finlândia) que não obtiveram qualquer ponto.
Anos mais tarde, Bautista fez uma bem sucedida carreira discográfica na América Latina, Itália, Grécia , Turquia e claro em Espanha. 

## Filmografia
È considerada como das melhoras atrizes espanholas dos anos 1950 Está Participou em várias películas como: 
- "A mí las mujeres ni fu ni fa" (1971)
- "La boda" (1964)
- "Escuela de seductoras" (1962)
- "Feria en Sevilla" (1962)
- "Los claveles" (1960)
- Compadece al delincuente (1960)
- "La rana verde" (1960)
- "La novia de Juan Lucero" (1959)
- "La Mina" (1958)
- "La venganza" (1958) .... como cantora
- "Thunderstorm" (1956) ....como  Margo
- "La reina mora" (1955)
- "La belle de Cadix" (1953) (as Concha Bautista)
- "Fuego en la sangre" (1953)

## Discografia

### Singles selecionados
- 1958 Vienen Los Gitanos/Sombrerito/Pa Qué Quiero Yo Tus Ojos?/Dos Malos Amores
- 1958 Una Canción En La Noche/A La Vera, Verita/En Un Barquito Velero/Tanguillo De La Fortuna
- 1958 Con Dos Cuchillos Cruzaos/Cuando La Copla Es España/Toma Café!/La Niña Y El Río
- 1959 Romance De Lora Del Río/Morenita Cubana/Y Por La Torre Del Oro/Nardo Y Luna
- 1959 El Patio De Reverte/Campanitas Del Olvido/La Niña Del Farolero/Romance De La Utrera
- 1961 Estando Contigo
- 1965 ¡Qué bueno, qué bueno!/Tienes duende/Reina por un día/Yenka flamenca
- 1967 Acuérdate/El sendero del amor
- 1973 Por qué será, será/Puerta de Triana
- 1973 Te di, te di/Porque tu eres
- 1974 Amor de campanilleros/Con ese beso
- 1975 Camino la ciudad/Mi libertad
- 1982 Cara a cara

### Álbuns selecionados
- 1965 Reina por un día
- 1977 Conchita Bautista
- 1988 Conchita Bautista: Sus mejores canciones

DVD selecionados:
- 2006 "La Copla: Conchita Bautista y Rafael Farina"